# Římskokatolická farnost Dolánky
Římskokatolická farnost Dolánky (lat. Dolanka) je církevní správní jednotka sdružující římské katolíky na území obce Dolánky a v jejím okolí. Organizačně spadá do litoměřického vikariátu, který je jedním z 10 vikariátů litoměřické diecéze. Centrem farnosti je kostel svatého Jiljí v Dolánkách nad Ohří.

## Historie farnosti
Nejstarší písemný doklad o lokalitě Dolánky nad Ohří pochází z roku 1290. Plebánie zde byla již před rokem 1352. Matriky jsou vedeny od roku 1657.

### Duchovní správcové vedoucí farnost
Začátek působnosti jmenovaného v duchovní správě farnosti od:
- 2002–2004 Bernard Petr Slaboch, O.Praem., n. 20. 3. 1971 Praha, o. 29. 6. 2000, † 7. 1. 2020, admin. exc. z Doksan
- do r. 2005 Filip Milan Suchán, O.Praem., admin. exc. z Doksan
- 2005 Anselm Pavel Kříž, O.Praem., admin. exc. z Doksan
- 20. 11. 2009 Adrián Pavel Zemek O.Praem., admin. exc. z Doksan
- 1. 7. 2020 Jindřich Zdík Miroslav Jordánek, O.Praem., admin. exc. z Doksan[3]
- 1. 7. 2023 Quirín Ján Barník O.Praem., adm. exc. z Doksan[4]

## Území farnosti
Do farnosti náleží území těchto obcí:
- Dolánky nad Ohří (Dolanek[p 1])
- Hrdly (Herdle[p 1])

## Římskokatolické sakrální stavby na území farnosti
| | Fotografie | Stavba                         | Místo   | Bohoslužby                      | Zeměpisné souřadnice            | Status       | Číslo kulturní památky           |
| Kostel | Kostel     | Kostel                         | Kostel  | Kostel                          | Kostel                          | Kostel       | Kostel                           |
| --- | ---------- | ------------------------------ | ------- | ------------------------------- | ------------------------------- | ------------ | -------------------------------- |
| 1. |            | Kostel sv. Jiljí               | Dolánky | bližší informace o bohoslužbách | 50°28′20″ s. š., 14°9′46″ v. d. | farní kostel | 23658/5-2003 (Pk•MIS•Sez•Obr•WD) |
| Kaple |            |                                |         |                                 |                                 |              |                                  |
| 2. |            | Kaple Panny Marie „U studánky“ | Dolánky | bližší informace o bohoslužbách | 50°28′19″ s. š., 14°9′42″ v. d. | kaple        | 47659/5-2005 (Pk•MIS•Sez•Obr•WD) |
| 3. |            | Kaple sv. Jana Nepomuckého     | Hrdly   | bližší informace o bohoslužbách | 50°29′3″ s. š., 14°10′7″ v. d.  | kaple        | —                                |
| Některé drobné sakrální stavby a pamětihodnosti lze dohledat zde v databázi Drobné sakrální památky Zaniklé sakrální stavby lze dohledat zde v databázi Poškozené a zničené kostely, kaple a synagogy v České republice |            |                                |         |                                 |                                 |              |                                  |

Ve farnosti se mohou nacházet i další drobné sakrální stavby, místa římskokatolického kultu a pamětihodnosti, které neobsahuje tato tabulka.

## Příslušnost k farnímu obvodu
Z důvodu efektivity duchovní správy byl vytvořen farní obvod (kolatura) farnosti Doksany, jehož součástí je i farnost Dolánky, která je tak spravována excurrendo.

## Galerie

Římskokatolická farnost Dolánky
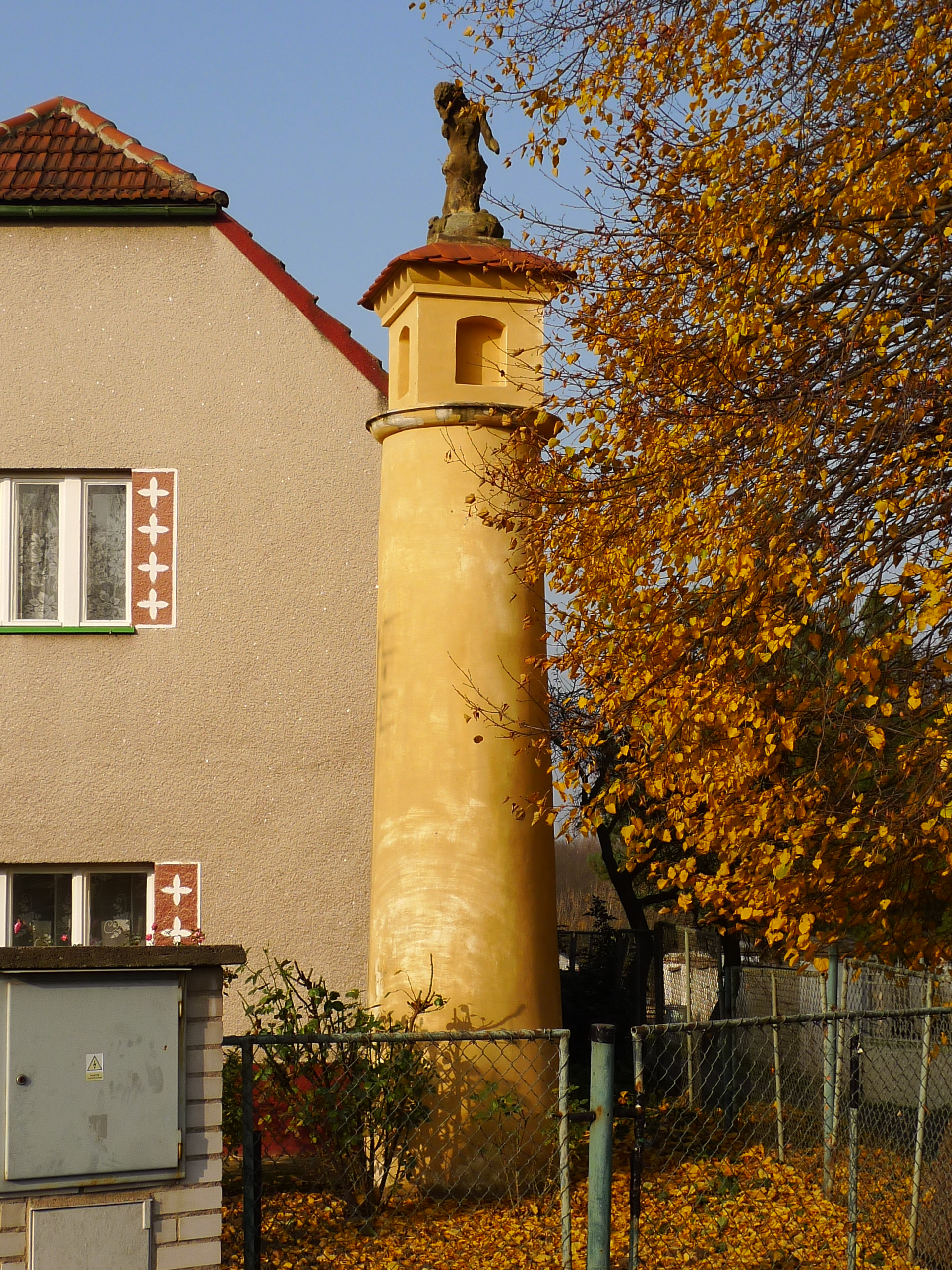
Boží muka v Dolánkách
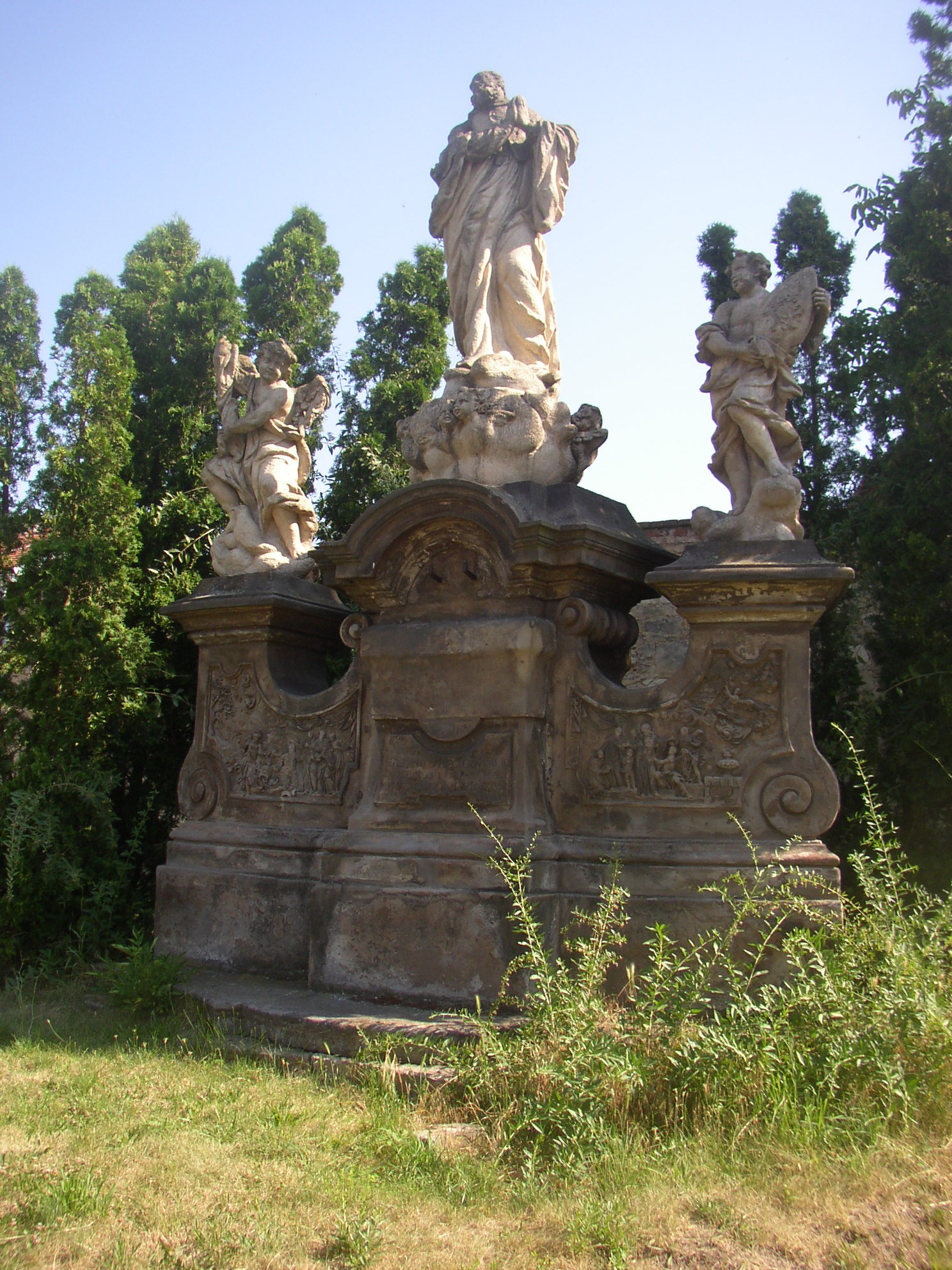
Sousoší svatého Benedikta v Hrdlech